# Hylodes cardosoi
Espèce
Statut de conservation UICN

 LC  : Préoccupation mineure
Hylodes cardosoi est une espèce d'amphibiens de la famille des Hylodidae.

## Répartition
Cette espèce est endémique du Sud-Est du Brésil. Elle se rencontre entre 100 et 1 200 m d'altitude, :
- dans l'État du Paraná, à Morretes ;
- dans l'État de São Paulo, à Apiaí, Capão Bonito et Iporanga.

## Étymologie
Cette espèce est nommée en l'honneur d'Adão José Cardoso.

## Publication originale
- Lingnau, Canedo & Pombal, 2008 : A new species of Hylodes (Anura: Hylodidae) from the Brazilian Atlantic Forest. Copeia, vol. 2008, no 3, p. 595-602.